# جین والاس
جین والاس (انگلیسی: Jean Wallace؛ ۱۲ اکتبر ۱۹۲۳ – ۱۴ فوریهٔ ۱۹۹۰) یک هنرپیشه اهل ایالات متحده آمریکا بود.